# Großer Preis von Brasilien 2004
Der Große Preis von Brasilien 2004 (offiziell Formula 1 Grande Prêmio do Brasil 2004) fand am 24. Oktober auf dem Autodromo José Carlos Pace in Sao Paulo statt und war das 18. und letzte Rennen der Formel-1-Weltmeisterschaft 2004. Es war das erste Mal, dass am Ende der F1-Saison ein Grand Prix in Brasilien stattfand und die einheimischen Fans waren begeistert, als der Brasilianer Rubens Barrichello bei seinem Heimrennen die Pole-Position holte.

## Berichte

### Hintergrund
Nach dem Großen Preis von Belgien stand Michael Schumacher bereits als Fahrerweltmeister fest. Nach dem Großen Preis von Japan führte er in der Fahrerwertung uneinholbar mit 38 Punkten vor Barrichello und mit 61 Punkten vor Jenson Button. Nach dem Großen Preis von Ungarn stand Ferrari als Konstrukteursweltmeister fest. Sie führten in der Konstrukteurswertung mit 138 Punkten uneinholbar vor BAR-Honda und mit 154 Punkten vor Renault.
Vor dem Rennwochenende gab es einen Fahrerwechsel: Ricardo Zonta ersetzte bei Toyota Olivier Panis, da dieser nach dem Großen Preis von Japan seine Karriere beendete. Für Zonta war es das letzte Formel-1-Rennen. Darüber hinaus bestritten auch Gianmaria Bruni und Zsolt Baumgartner ihr letztes Rennen.
Jaguar Racing bestritt den letzten Grand Prix. Ende 2004 wurde Jaguar an Red Bull verkauft und tritt seit der Saison 2005 als Red Bull Racing an.
Mit Michael Schumacher (viermal), Giancarlo Fisichella, David Coulthard und Jacques Villeneuve (jeweils einmal) traten vier ehemalige Sieger zu diesem Grand Prix an.

### Training
Die letzten sechs Teams der Konstrukteursmeisterschaft 2003 waren berechtigt, am Freitag im Training ein drittes Auto einzusetzen. Diese Fahrer fuhren am Freitag, traten aber weder im Qualifying noch im Rennen an. Anthony Davidson (BAR-Honda), Björn Wirdheim (Jaguar-Cosworth), Ryan Briscoe (Toyota), Robert Doornbos (Jordan-Cosworth) und Bas Leinders (Minardi-Cosworth) nahmen in dieser Funktion an den Freitagstrainings teil.
Am Freitag war Barrichello mit 1:11,166 Minuten der Schnellste vor Michael Schumacher und Kimi Räikkönen.
Am Samstag wiederholte sich das Ergebnis vom Vortag.

### Qualifying
Im ersten Qualifying, in dem die Startpositionen für das zweite Qualifying ermittelt wurden, erzielte Barrichello die schnellste Runde vor Juan Pablo Montoya und Felipe Massa.
Im Qualifying erzielte dann ebenfalls Barrichello die schnellste Runde und sicherte sich die Pole-Position vor Montoya und Räikkönen. Für Barrichello war es die 13. Karriere-Pole und seine letzte bis zum Großen Preis von Brasilien 2009.

### Rennen
Das Rennen begann mit nassem Asphalt. Die meisten Fahrer nutzten Intermediate-Reifen, nur Fernando Alonso, Villeneuve und Coulthard entscheiden sich für die Trockenreifen. Beim Start behielt Barrichello die Führung, doch der brasilianische Fahrer wurde nach ein paar Kurven von Räikkönen überholt. Montoya hingegen startet schlecht und fiel auf den vierten Platz zurück. Die Intermediate-Reifen erwiesen sich bald als ungeeignet für die abtrocknende Strecke. Der Erste, der in der 4. Runde Trockenreifen montierte, war Ralf Schumacher. Bald wurde der deutsche Pilot von allen anderen nachgeahmt. Damit übernahm Alonso die Führung. Unterdessen lieferten sich Räikkönen und Montoya aus der Boxengasse ein intensives Duell, bei dem der Kolumbianer seinen Rivalen besiegte. Nach den Reifenwechseln liegt Alonso vor Montoya, Räikkönen, Ralf Schumacher, Takuma Satō, Barrichello, Villeneuve und Coulthard. Alonso ging dann am Ende der 18. Runde an die Box und überließ Montoya den ersten Platz.
In Runde 23 versuchte Mark Webber, seinen Teamkollegen Christian Klien zu überholen. Die beiden kollidierten und der Australier musste aufgeben, während Klien an die Box zurückkehrte, um sein Auto zu reparieren. An der Spitze des Rennens folgte Räikkönen knapp hinter Montoya, doch der Williams-Pilot kontrollierte ihn ohne besondere Probleme. Weiter hinten versucht Barrichello, Satō einzuholen. Der zweite Satz Boxenstopps brachte keine Positionswechsel zwischen diesen vier Fahrern, ermöglichte Alonso jedoch, auf den dritten Platz vor Ralf Schumacher vorzurücken. In Runde 32 leistete sich Satō jedoch einen Fehler und überließ den fünften Platz Barrichello. Montoya hatte einen guten Vorsprung vor Räikkönen und fuhr ein Auto mit mehr Kraftstoff.
Die dritte Boxenstoppserie erwies sich als entscheidend: Alonso, der einzige der führenden Fahrer, der zwei Stopps einlegte, tankte in Runde 47 nach, gefolgt von Ralf Schumacher, Barrichello, Montoya und Michael Schumacher, die in Runde 50 gleichzeitig an die Box gingen. Räikkönen, der das Rennen anführte, gab alles, um seinen Rivalen zu überholen. Als der Finne in Runde 55 ebenfalls seinen Boxenstopp einlegte, kehrte er nur eine Sekunde hinter Montoya auf die Strecke zurück. Dahinter setzte sich Barrichello im Duell um den dritten Platz gegen seine direkten Konkurrenten durch; Hinter ihm bildet sich ein Zug sehr vieler Autos, wobei Alonso einige Zehntel vor Satō, Ralf Schumacher und Michael Schumacher lag. An der Spitze des Rennens versuchte Räikkönen vergeblich, Druck auf Montoya auszuüben, doch der Kolumbianer ließ sich nicht ablenken und holt sich seinen ersten Saisonsieg vor Räikkönen, Barrichello, Alonso und Ralf Schumacher, Satō, Michael Schumacher und Massa. Für Montoya war es der 4. Sieg in der Formel-1-Weltmeisterschaft und für Williams war es der letzte Sieg bis zum Großen Preis von Spanien 2012.

## Meldeliste
| Team                       | Nr. | Fahrer               | Chassis        | Motor                 | Reifen |
| -------------------------- | --- | -------------------- | -------------- | --------------------- | ------ |
| Scuderia Ferrari Marlboro  | 01  | Michael Schumacher   | Ferrari F2004  | Ferrari 3.0 V10       | B      |
| Scuderia Ferrari Marlboro  | 02  | Rubens Barrichello   | Ferrari F2004  | Ferrari 3.0 V10       | B      |
| BMW.WilliamsF1 Team        | 03  | Juan Pablo Montoya   | Williams FW26  | BMW 3.0 V10           | M      |
| BMW.WilliamsF1 Team        | 04  | Ralf Schumacher      | Williams FW26  | BMW 3.0 V10           | M      |
| West McLaren Mercedes      | 05  | David Coulthard      | McLaren MP4-19 | Mercedes-Benz 3.0 V10 | M      |
| West McLaren Mercedes      | 06  | Kimi Räikkönen       | McLaren MP4-19 | Mercedes-Benz 3.0 V10 | M      |
| Mild Seven Renault F1 Team | 07  | Jacques Villeneuve   | Renault R24    | Renault 3.0 V10       | M      |
| Mild Seven Renault F1 Team | 08  | Fernando Alonso      | Renault R24    | Renault 3.0 V10       | M      |
| Lucky Strike BAR Honda     | 09  | Jenson Button        | BAR 006        | Honda 3.0 V10         | M      |
| Lucky Strike BAR Honda     | 10  | Takuma Satō          | BAR 006        | Honda 3.0 V10         | M      |
| Lucky Strike BAR Honda     | 35  | Anthony Davidson     | BAR 006        | Honda 3.0 V10         | M      |
| Sauber Petronas            | 11  | Giancarlo Fisichella | Sauber C23     | Petronas 3.0 V10      | B      |
| Sauber Petronas            | 12  | Felipe Massa         | Sauber C23     | Petronas 3.0 V10      | B      |
| Jaguar Racing              | 14  | Mark Webber          | Jaguar R5      | Cosworth 3.0 V10      | M      |
| Jaguar Racing              | 15  | Christian Klien      | Jaguar R5      | Cosworth 3.0 V10      | M      |
| Jaguar Racing              | 37  | Björn Wirdheim       | Jaguar R5      | Cosworth 3.0 V10      | M      |
| Panasonic Toyota Racing    | 16  | Jarno Trulli         | ToyotaTF104    | Toyota 3.0 V10        | M      |
| Panasonic Toyota Racing    | 17  | Ricardo Zonta        | ToyotaTF104    | Toyota 3.0 V10        | M      |
| Panasonic Toyota Racing    | 38  | Ryan Briscoe         | ToyotaTF104    | Toyota 3.0 V10        | M      |
| Jordan-Ford                | 18  | Nick Heidfeld        | Jordan EJ14    | Ford 3.0 V10          | B      |
| Jordan-Ford                | 19  | Timo Glock           | Jordan EJ14    | Ford 3.0 V10          | B      |
| Jordan-Ford                | 39  | Robert Doornbos      | Jordan EJ14    | Ford 3.0 V10          | B      |
| Minardi F1 Team            | 20  | Gianmaria Bruni      | Minardi PS04B  | Cosworth 3.0 V10      | B      |
| Minardi F1 Team            | 21  | Zsolt Baumgartner    | Minardi PS04B  | Cosworth 3.0 V10      | B      |
| Minardi F1 Team            | 40  | Bas Leinders         | Minardi PS04B  | Cosworth 3.0 V10      | B      |

Anmerkungen
1. 1 2 3 4 5  Nahm nur am Freitagstraining teil.

## Klassifikationen

### Qualifying
| Pos. | Fahrer               | Konstrukteur     | Q1       | Q2         | Start |
| ---- | -------------------- | ---------------- | -------- | ---------- | ----- |
| 01   | Rubens Barrichello   | Ferrari          | 1:09,822 | 1:10,646   | 01    |
| 02   | Juan Pablo Montoya   | Williams-BMW     | 1:09,862 | 1:10,850   | 02    |
| 03   | Kimi Räikkönen       | McLaren-Mercedes | 1:10,440 | 1:10,892   | 03    |
| 04   | Felipe Massa         | Sauber-Petronas  | 1:09,930 | 1:10,922   | 04    |
| 05   | Jenson Button        | BAR-Honda        | 1:10,607 | 1:11,092   | 05    |
| 06   | Takuma Satō          | BAR-Honda        | 1:10,373 | 1:11,120   | 06    |
| 07   | Ralf Schumacher      | Williams-BMW     | 1:10,258 | 1:11,131   | 07    |
| 08   | Michael Schumacher   | Ferrari          | 1:10,192 | 1:11,386   | 18    |
| 09   | Fernando Alonso      | Renault          | 1:10,637 | 1:11,454   | 08    |
| 10   | Jarno Trulli         | Toyota           | 1:10,478 | 1:11,483   | 09    |
| 11   | Giancarlo Fisichella | Sauber-Petronas  | 1:10,467 | 1:11,571   | 10    |
| 12   | Mark Webber          | Jaguar-Cosworth  | 1:11,230 | 1:11,665   | 11    |
| 13   | David Coulthard      | McLaren-Mercedes | 1:10,418 | 1:11,750   | 12    |
| 14   | Jacques Villeneuve   | Renault          | 1:10,708 | 1:11,836   | 13    |
| 15   | Ricardo Zonta        | Toyota           | 1:11,315 | 1:11,974   | 14    |
| 16   | Christian Klien      | Jaguar-Cosworth  | 1:11,912 | 1:12,211   | 15    |
| 17   | Nick Heidfeld        | Jordan-Ford      | 1:11,394 | 1:12,829   | 16    |
| 18   | Timo Glock           | Jordan-Ford      | 1:12,242 | 1:13,502   | 17    |
| 19   | Zsolt Baumgartner    | Minardi-Cosworth | 1:13,032 | 1:13,550   | Box   |
| 20   | Gianmaria Bruni      | Minardi-Cosworth | 1:12,916 | keine Zeit | Box   |

Anmerkungen
1. ↑  Michael Schumacher erhielt aufgrund eines Motorenwechsels eine Startplatzstrafe von zehn Plätzen.
2. 1 2  Baumgartner und Bruni mussten aus der Boxengasse starten, da an ihren Wagen Teile ausgetauscht wurden, als sie unter Parc-fermé-Bedingungen standen.

### Rennen
| Pos. | Fahrer               | Konstrukteur     | Runden | Stopps | Zeit        | Start | Schnellste Runde |
| ---- | -------------------- | ---------------- | ------ | ------ | ----------- | ----- | ---------------- |
| 01   | Juan Pablo Montoya   | Williams-BMW     | 71     | 3      | 1:28:01,451 | 02    | 1:11,473 (49.)   |
| 02   | Kimi Räikkönen       | McLaren-Mercedes | 71     | 3      | + 1,022     | 03    | 1:11,562 (52.)   |
| 03   | Rubens Barrichello   | Ferrari          | 71     | 3      | + 24,099    | 01    | 1:11,672 (22.)   |
| 04   | Fernando Alonso      | Renault          | 71     | 2      | + 48,508    | 08    | 1:12,118 (42.)   |
| 05   | Ralf Schumacher      | Williams-BMW     | 71     | 3      | + 49,740    | 07    | 1:11,764 (23.)   |
| 06   | Takuma Satō          | BAR-Honda        | 71     | 3      | + 50,248    | 06    | 1:11,941 (51.)   |
| 07   | Michael Schumacher   | Ferrari          | 71     | 3      | + 50,626    | 18    | 1:11,763 (49.)   |
| 08   | Felipe Massa         | Sauber-Petronas  | 71     | 3      | + 1:02,310  | 04    | 1:12,066 (68.)   |
| 09   | Giancarlo Fisichella | Sauber-Petronas  | 71     | 3      | + 1:03,842  | 10    | 1:11,877 (69.)   |
| 10   | Jacques Villeneuve   | Renault          | 70     | 2      | + 1 Runde   | 13    | 1:12,210 (68.)   |
| 11   | David Coulthard      | McLaren-Mercedes | 70     | 2      | + 1 Runde   | 12    | 1:12,522 (40.)   |
| 12   | Jarno Trulli         | Toyota           | 70     | 3      | + 1 Runde   | 09    | 1:12,435 (65.)   |
| 13   | Ricardo Zonta        | Toyota           | 70     | 3      | + 1 Runde   | 14    | 1:12,961 (69.)   |
| 14   | Christian Klien      | Jaguar-Cosworth  | 69     | 3      | + 2 Runden  | 15    | 1:12,891 (49.)   |
| 15   | Timo Glock           | Jordan-Ford      | 69     | 3      | + 2 Runden  | 17    | 1:13,905 (68.)   |
| 16   | Zsolt Baumgartner    | Minardi-Cosworth | 67     | 3      | + 4 Runden  | Box   | 1:14,743 (45.)   |
| 17   | Gianmaria Bruni      | Minardi-Cosworth | 67     | 3      | + 4 Runden  | Box   | 1:14,756 (50.)   |
| –    | Mark Webber          | Jaguar-Cosworth  | 23     | 1      | DNF         | 11    | 1:13,197 (20.)   |
| –    | Nick Heidfeld        | Jordan-Ford      | 15     | 1      | DNF         | 16    | 1:15,855 (11.)   |
| –    | Jenson Button        | BAR-Honda        | 3      | 0      | DNF         | 05    | 1:24,440 (02.)   |

## WM-Stände nach dem Rennen
Die ersten acht jedes Rennens bekamen 10, 8, 6, 5, 4, 3, 2 bzw. 1 Punkt(e).

### Fahrerwertung
| Pos. | Fahrer               | Konstrukteur     | Punkte |
| ---- | -------------------- | ---------------- | ------ |
| 01   | Michael Schumacher   | Ferrari          | 148    |
| 02   | Rubens Barrichello   | Ferrari          | 114    |
| 03   | Jenson Button        | BAR-Honda        | 85     |
| 04   | Fernando Alonso      | Renault          | 59     |
| 05   | Juan Pablo Montoya   | Williams-BMW     | 58     |
| 06   | Jarno Trulli         | Toyota / Renault | 46     |
| 07   | Kimi Räikkönen       | McLaren-Mercedes | 45     |
| 08   | Takuma Satō          | BAR-Honda        | 34     |
| 09   | Ralf Schumacher      | Williams-BMW     | 24     |
| 10   | David Coulthard      | McLaren-Mercedes | 24     |
| 11   | Giancarlo Fisichella | Sauber-Petronas  | 22     |
| 12   | Felipe Massa         | Sauber-Petronas  | 12     |
| 13   | Mark Webber          | Jaguar-Cosworth  | 7      |

| Pos. | Fahrer             | Konstrukteur     | Punkte |
| ---- | ------------------ | ---------------- | ------ |
| 14   | Olivier Panis      | Toyota           | 6      |
| 15   | Antonio Pizzonia   | Williams-BMW     | 6      |
| 16   | Christian Klien    | Jaguar-Cosworth  | 3      |
| 17   | Cristiano da Matta | Toyota           | 3      |
| 18   | Nick Heidfeld      | Jordan-Ford      | 3      |
| 19   | Timo Glock         | Jordan-Ford      | 2      |
| 20   | Zsolt Baumgartner  | Minardi-Cosworth | 1      |
| 21   | Jacques Villeneuve | Renault          | 0      |
| 22   | Ricardo Zonta      | Toyota           | 0      |
| 23   | Marc Gené          | Williams-BMW     | 0      |
| 24   | Giorgio Pantano    | Jordan-Ford      | 0      |
| 25   | Gianmaria Bruni    | Minardi-Cosworth | 0      |

### Konstrukteurswertung
| Pos. | Konstrukteur     | Punkte |
| ---- | ---------------- | ------ |
| 01   | Ferrari          | 262    |
| 02   | BAR-Honda        | 119    |
| 03   | Renault          | 105    |
| 04   | Williams-BMW     | 88     |
| 05   | McLaren-Mercedes | 69     |

| Pos. | Konstrukteur     | Punkte |
| ---- | ---------------- | ------ |
| 06   | Sauber-Petronas  | 34     |
| 07   | Jaguar-Cosworth  | 10     |
| 08   | Toyota           | 9      |
| 09   | Jordan-Ford      | 5      |
| 10   | Minardi-Cosworth | 1      |